# Lascoridia ochroptera
Lascoridia ochroptera là một loài bướm đêm trong họ Noctuidae.